# Valby-Vanløse Provsti
Valby-Vanløse Provsti er et provsti i Københavns Stift.  Provstiet ligger i Københavns Kommune.
Valby-Vanløse Provsti består af 9 sogne med 10 kirker, fordelt på 9 pastorater.

## Pastorater
| Pastorater i Valby-Vanløse Provsti | Pastorater i Valby-Vanløse Provsti | Pastorater i Valby-Vanløse Provsti |
| ---------------------------------- | ---------------------------------- | ---------------------------------- |
| Advents Pastorat                   | Grøndals Pastorat                  | Hyltebjerg Pastorat                |
| Timotheus Pastorat                 | Valby Pastorat                     | Valby Søndre Pastorat              |
| Vanløse Pastorat                   | Vigerslev Pastorat                 | Aalholm Pastorat                   |

## Sogne
| Sogne i Valby-Vanløse Provsti | Sogne i Valby-Vanløse Provsti | Sogne i Valby-Vanløse Provsti |
| ----------------------------- | ----------------------------- | ----------------------------- |
| Advents Sogn                  | Grøndals Sogn                 | Hyltebjerg Sogn               |
| Timotheus Sogn                | Valby Sogn                    | Valby Søndre Sogn             |
| Vanløse Sogn                  | Vigerslev Sogn                | Aalholm Sogn                  |